# Piroman
Piroman es un pueblo ubicado en el municipio de Obrenovac, en Belgrado, Serbia.

## Superficie
Posee una superficie de 11,82 kilómetros cuadrados.

## Demografía
Hasta 2022 la población era de 750 habitantes, con una densidad de población de 63,47 habitantes por kilómetro cuadrado.